# Chiesa di Santa Maria Assunta (Civezzano)
La chiesa di Santa Maria Assunta (o dell'Assunzione) è la parrocchiale di Civezzano, in provincia e arcidiocesi di Trento; fa parte della zona pastorale della Valsugana e di Primiero. Antica pieve, porta il titolo di arcipretale.

## Storia

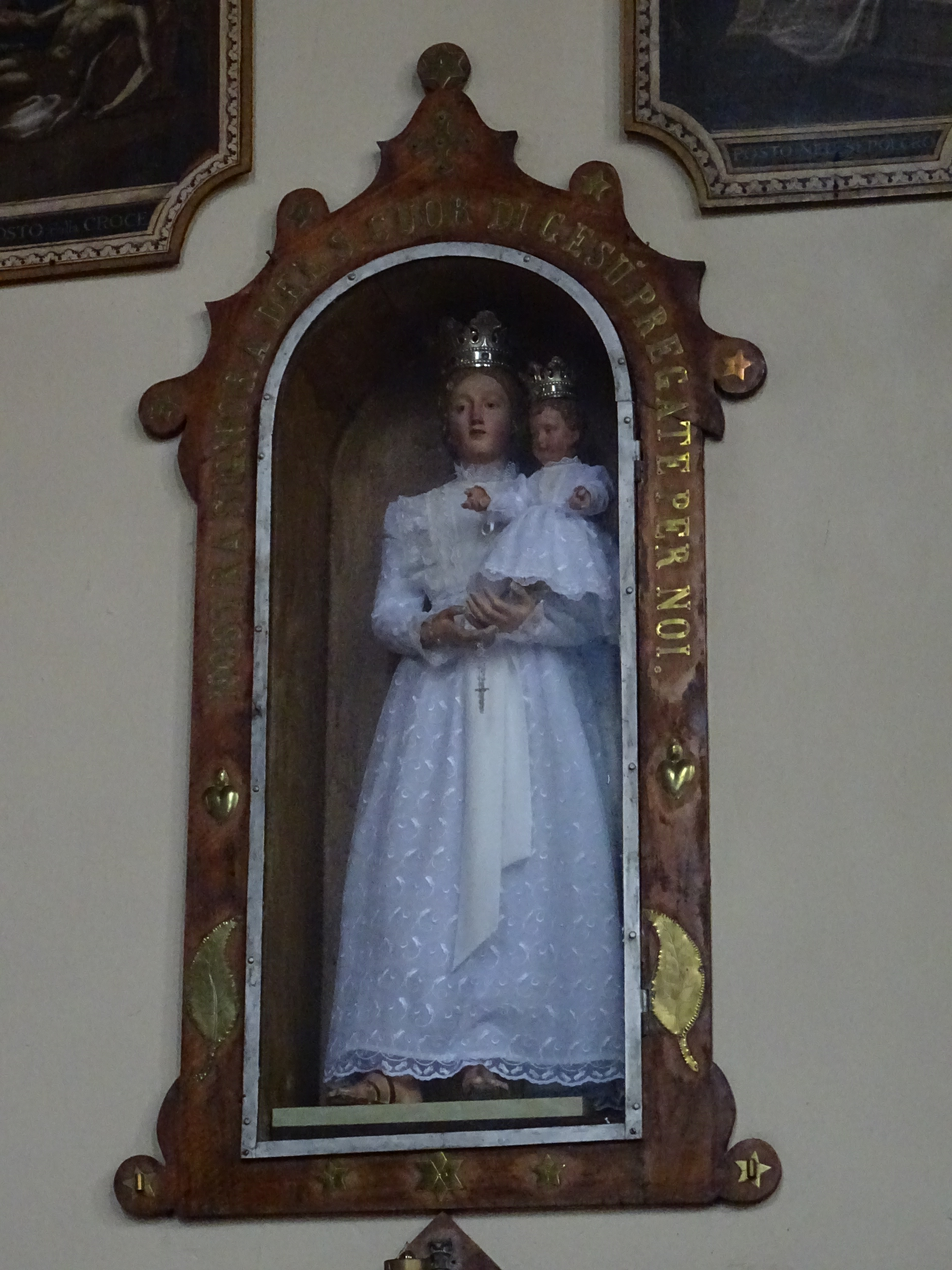
La statua miracolosa della Madonna

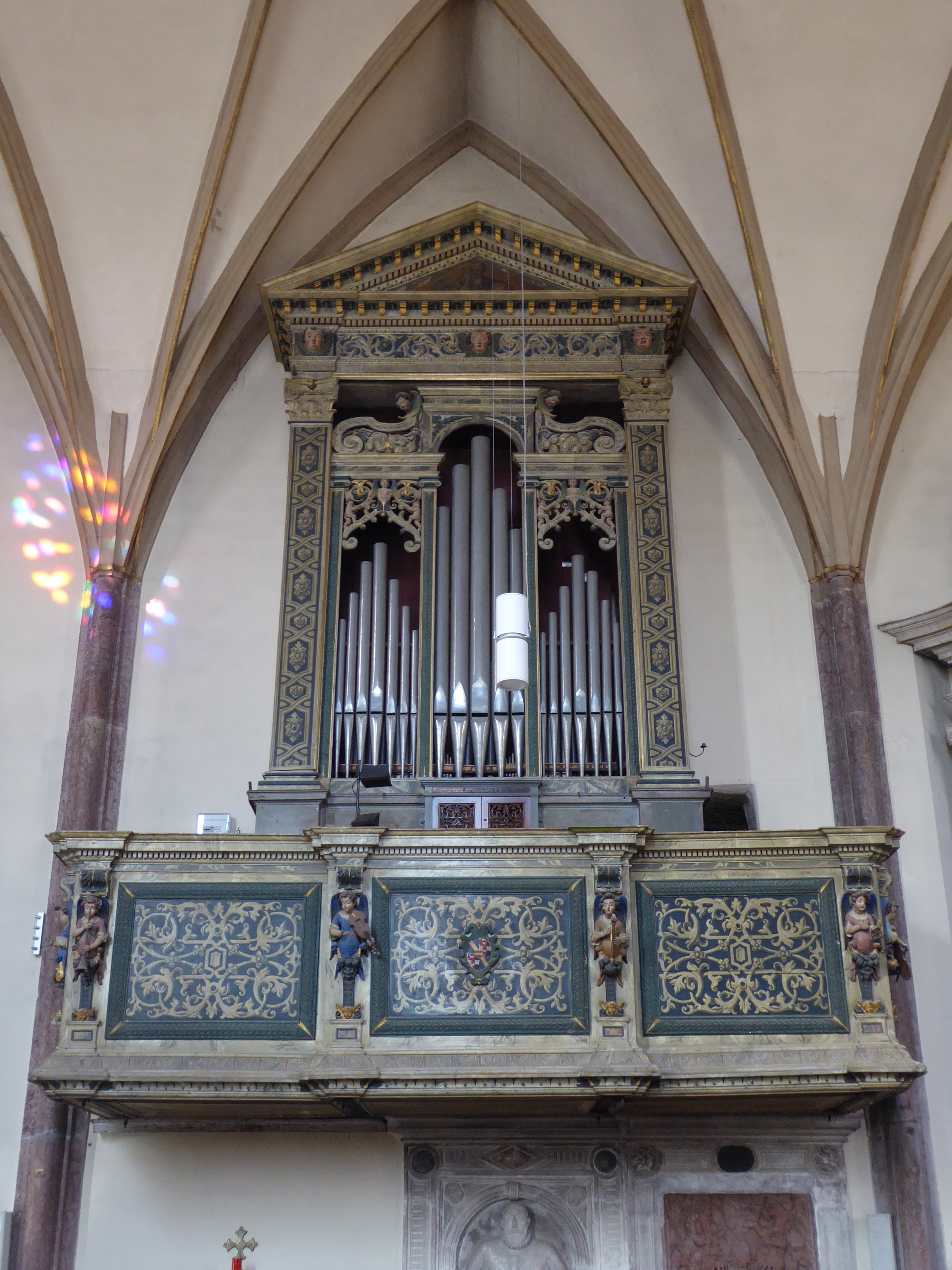
La cantoria con l'organo Bonatti

Non si sa di preciso quando fu fondata la pieve di Civezzano, ma gli scavi archeologici condotti nel 1990 hanno permesso di ritrovare le fondazioni di una chiesa absidata risalente al V secolo; questo edificio sembrerebbe essere stato ampliato tra l'VIII e il X secolo con l'aggiunta di una navata e di due absidi laterali, e poi ridotto di una navata nel XII-XII secolo, probabilmente a seguito di un incendio. Nello stesso periodo, in data 19 aprile 1202, si ha la prima citazione documentale della struttura.
Intorno al 1513 cominciarono a venire attribuiti dei miracoli a un'immagine della Madonna conservata nella chiesa, che divenne quindi una delle principali mete di pellegrinaggio di tutto il principato vescovile di Trento: il principe vescovo Bernardo Clesio decise allora di far riedificare il tempio medievale che era ormai in precarie condizioni, campanile incluso. L'apertura del cantiere sarebbe collocabile tra il 1531 e il 1533 e i lavori, eseguiti dagli stessi maestri comacini che ricostruirono anche Santa Maria Maggiore a Trento, terminarono nel 1537. Alcuni storici locali hanno proposto la retrodatazione dell'avvio dei lavori al 1522, anno in cui a Civezzano è documentata la presenza dell'architetto e scultore Alessio Longhi: i tempi di costruzione molto più lunghi che ne deriverebbero sarebbero spiegati con vari altri impegni del Longhi e con la guerra rustica del 1525. Chiuso il cantiere, entro il 1560 si effettuarono la decorazione pittorica (in particolare il Fogolino affrescò l'arco santo nel 1538), la tinteggiatura e la posa del pavimento. La chiesa, interamente costruita con denaro derivato dalle elemosine della diocesi, era considerata una delle più belle di tutto il Trentino e venne descritta con ammirazione, tra gli altri, da Lawrence Beyerlinck, Giano Pirro Pincio e Wilhelm Gumppenberg; durante il concilio di Trento venne visitata da numerosi prelati di rilievo, tra cui Marcello Cervini, Stanislao Osio e Angelo Massarelli.
Nel 1701 e poi ancora nel 1755 sono documentati lavori al tetto; nel 1771-72 la posa di due nuovi altari realizzati da Paolo Ogna comportò la copertura degli affreschi del Fogolino. Nel corso del Settecento andò anche a calare la devozione verso la Madonna di Civezzano (che "smise di operare miracoli"), sostituita da quella per la Madonna di Piné. Il 18 marzo 1808 le autorità bavaresi fecero prelevare l'immagine pinetana dalla chiesa di Sant'Anna di Montagnaga, portandola in quella di Civezzano e addirittura proibendo la celebrazione di messe a Montagnaga: pochissimi però visitarono l'icona a Civezzano e alla fine veementi proteste popolari ne comportarono la restituzione il 30 aprile dell'anno seguente; la vicenda valse oltretutto il soprannome di robamadone ("rubamadonne") ai civezzanesi i quali, secondo alcune versioni, sarebbero stati i diretti responsabili del furto, essendo penetrati nottetempo nel santuario pinetano per portarsi via il quadro arrotolato.
Nel 1819 venne acquistato l'altare maggiore della soppressa chiesa del Carmine di Trento, realizzato da Domenico Sartori, che venne posto in navata; le due statue di questo altare, raffiguranti sant'Anna e santa Elisabetta, opera di Giovanni Battista Fattori, vennero collocate invece ai lati dell'altar maggiore. Dalla metà dell'Ottocento partì una campagna di decorazione e restauro: nel 1854 Quirino Ognibene e Antonio Ravagni fecero alcune cornici in stucco e ritinteggiarono la chiesa, oltre forse a restaurare gli affreschi del presbiterio; nel 1863-64 vi fu il restauro di presbiterio e abside, un'altra ritinteggiatura e la riparazione del tetto; nel 1880 venne fatto il sagrato; nel 1894 venne affrescata la navata, probabilmente ad opera di un tal Giorgio Widmann.
Con lo scoppio della prima guerra mondiale la chiesa subì la requisizione non solo di due campane, ma anche delle lastre in rame del tetto, sostituite da ferro zincato. Il 1º dicembre 1923 il vescovo di Trento Celestino Endrici elevò la chiesa ad arcipretale, titolo che peraltro veniva usato già da secoli, pur non essendo ufficiale. Nel 1958 vi fu un restauro degli interni con il quale, oltre a ripulire gli affreschi del presbiterio, vennero anche rimossi gli stucchi e gli affreschi che erano stati aggiunti nel secolo precedente. Un altro intervento strutturale ebbe luogo nel 1974-77, inclusa la sostituzione del castelletto che, pericolante, aveva costretto le campane al silenzio per tre anni; durante un'ulteriore campagna di lavori nel 1989 vennero rinvenuti gli affreschi del Fogolino sull'arco santo, che furono dunque staccati e ricollocati in controfacciata nel 1994. Nel 2006 c'è stato l'ultimo restauro degli affreschi del presbiterio.

## Descrizione

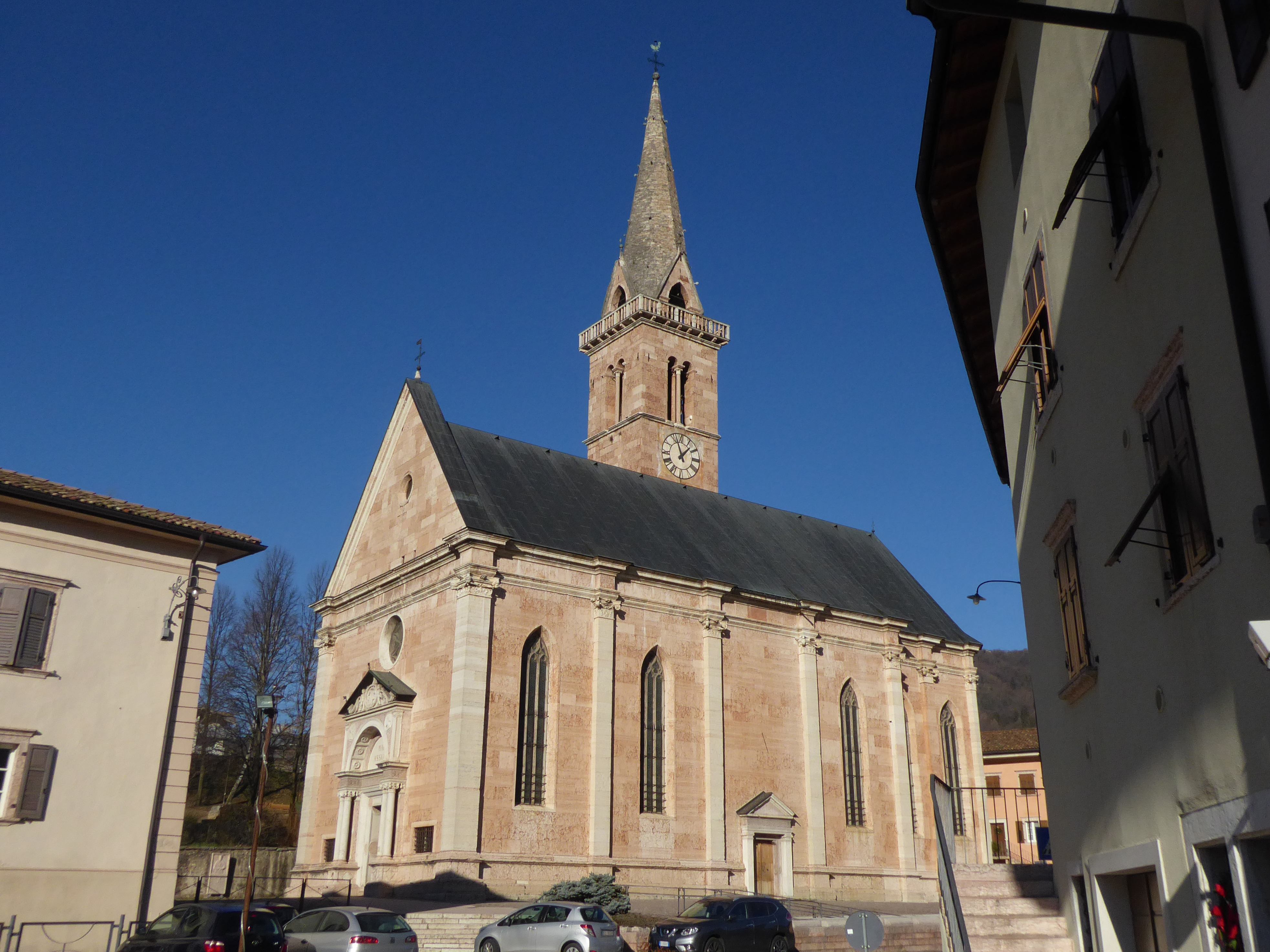
Vista laterale

### Esterno
La chiesa, orientata regolarmente verso est, si affaccia sulla piazza principale di Civezzano, rialzata su una piattaforma a gradinate; è un imponente edificio in murature di pietrame rivestito di pietra calcarea rossa, con tetto a due falde in lamiera metallica.
Si presenta con facciata a capanna, delimitata da due paraste in pietra calcarea bianca con capitelli ornati da teste leonine e coppie di delfini, su cui corre un cornicione modanato; al centro si apre il portale d'accesso architravato rinascimentale: due paia di colonne sostengono un'arcata a tutto sesto con rosette scolpite nell'intradosso e due medaglioni negli angoli, recanti le effigi di Ferdinando I e Carlo V; al di sopra poggia il fastigio, con putti che reggono cornucopie e una ghirlanda, sovrastata da sette verghe e contenente lo stemma cardinalizio del Clesio sormontato dal galero. Ai fianchi del portale, poggianti sullo zoccolo, vi sono due finestrelle rettangolari sdraiate, e sopra ad esso un piccolo rosone a sei petali. La parte sommitale della facciata è costituita da un frontone triangolare con al centro un oculo.
Lo zoccolo e le paraste della facciata si ripetono uguali lungo tutte le altre pareti: le fiancate vengono così suddivise in quattro settori, corrispondenti alle campate interne; sul lato destro, tre sono occupati da grandi monofore archiacute gotiche, e una (la terza) da un portale secondario architravato e frontonato; altre monofore si trovano sulla parete sud del presbiterio e sui lati obliqui dell'abside, anch'essi ripartiti in settori.
La fiancata sinistra invece è cieca, e interrotta dai volumi della sagrestia e del campanile; questo è un'alta torre a base quadrata, con cella campanaria delimitata in basso da una cornice modanata e forata da strette bifore centinate: sulla cima dei mensoloni reggono un ballatoio sporgente, da cui emerge la cuspide ottagonale in tufo con sfera e croce apicali, che sui quattro lati principali è interrotta da timpani triangolari con grandi monofore archiacute. Sono presenti quattro campane; le prime due furono fuse nel 1577 (una di queste venne rifatta più volte, l'ultima nel 1731), la terza nel 1602, e la quarta nel 1846; quest'ultima venne requisita durante la prima guerra mondiale, e rimpiazzata nel 1925.

### Interno

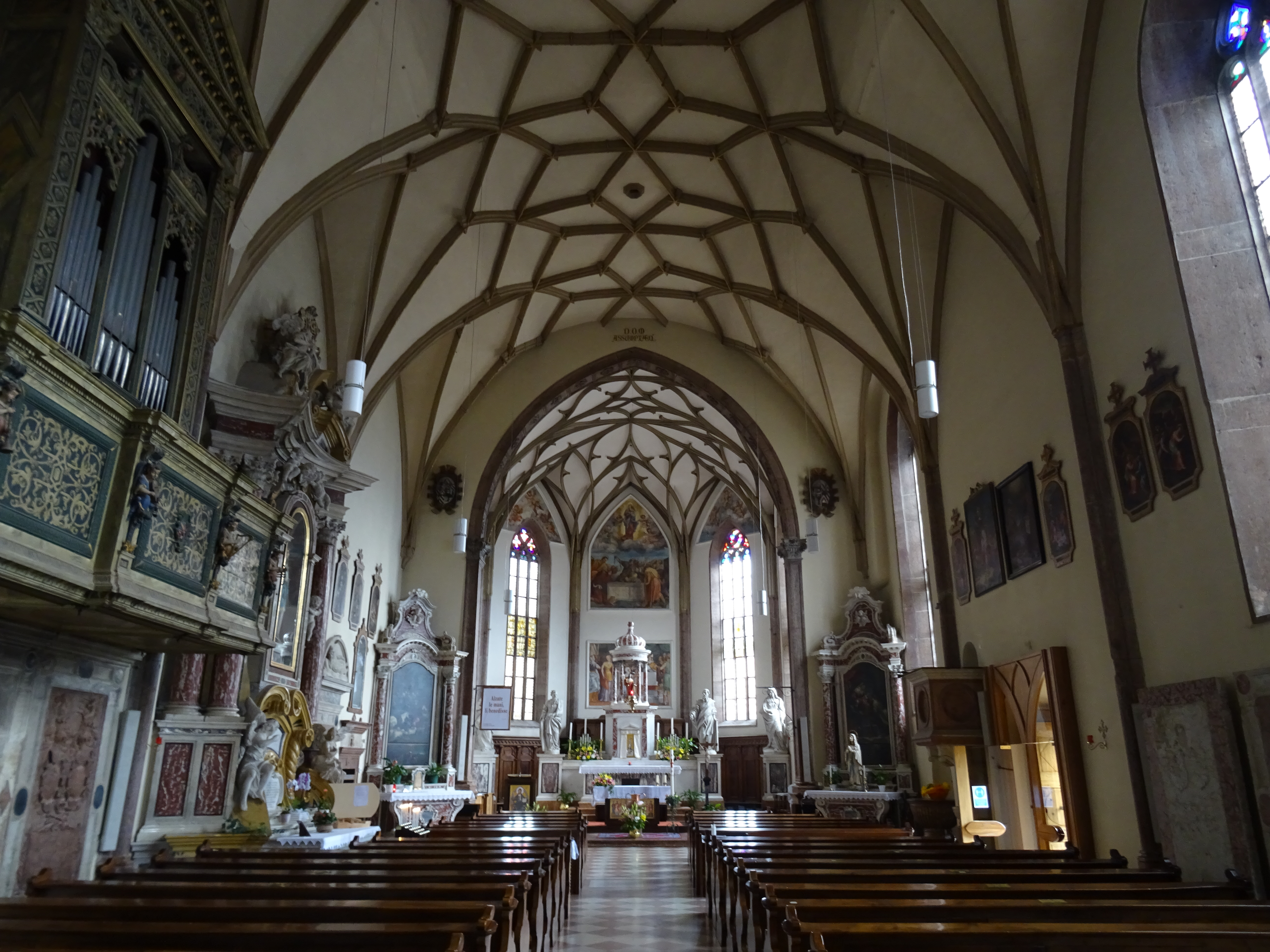
Interno

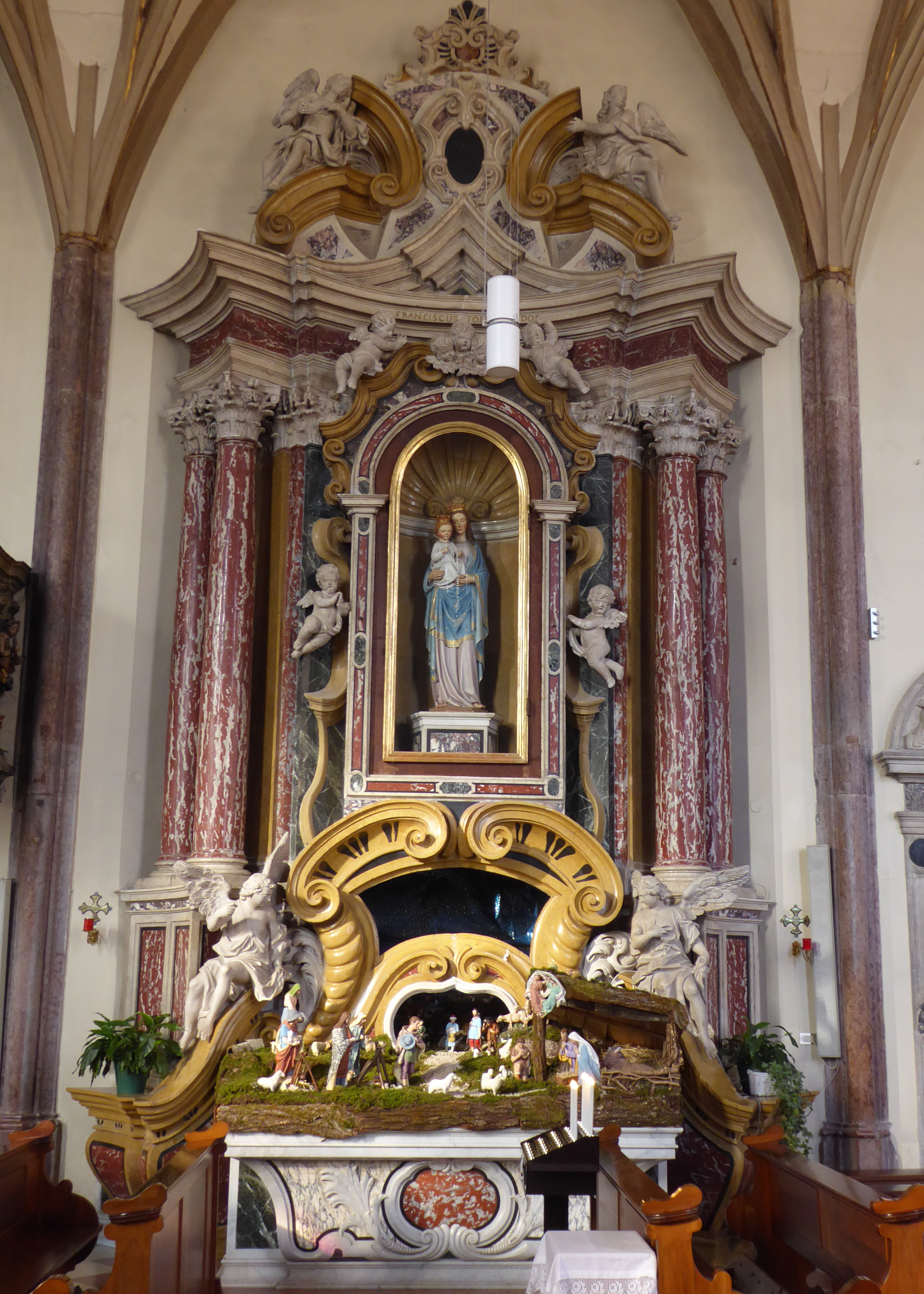
L'altare laterale proveniente dalla chiesa del Carmine di Trento

L'interno della chiesa, pavimentato con quadrotte di pietra calcarea bianche e rosse disposte diagonalmente, consiste di un'unica navata, che è suddivisa da coppie di semipilastri a fascio in quattro campate; degna di nota è la voltatura a lunetta, con una reticolatura che parte dai pilastri. Nella quarta campata, a sinistra vi è l'accesso per il campanile.
L'arco santo a sesto acuto (il cui intradosso è ornato da rosette scolpite come quello del portale d'ingresso) introduce al presbiterio, più stretto rispetto all'aula, rialzato su un gradino e terminante con l'abside poligonale. Anche qui dei semipilastri a fascio reggono una volta analoga a quella della navata, ma leggermente più elaborata; l'altare maggiore è opera marmorea del veneziano Giacomo Spiera.
In seconda campata, sulla parete sinistra, è sospesa la cantoria con l'organo, probabilmente fatta realizzare da Sigismondo Alfonso Thun, il cui stemma campeggia al centro (la decorazione della cantoria, stemma incluso, è opera di Giovanni Battista Rovedata). La chiesa era dotata di un organo già a inizio Seicento, che venne riformato alla fine del secolo da Carlo Prati; lo strumento attuale, inserito nella cornice lignea del precedente, venne realizzato nel 1708 da Giuseppe Bonatti, restaurato nel 1864 e riformato da Tamburini di Crema nel 1976. Un altro organo, un Mascioni del 1926, è posto dietro l'altar maggiore.
Le pareti del presbiterio sono ornate da affreschi di un anonimo maestro veneto cinquecentesco (sono state proposte attribuzioni a Palma il Giovane e al Brusasorzi), raffiguranti episodi della vita di Maria, con i personaggi che si muovono su dettagliati paesaggi rustici, cittadini o anche fantasiosi; le scene includono l'incontro alla Porta d'Oro, la natività di Maria, la presentazione di Maria, la visitazione, la presentazione di Gesù e l'Assunzione di Maria, e nelle lunette composizioni con angeli e i quattro evangelisti. Altri affreschi, attribuiti a Marcello Fogolino o alla sua bottega, sono appesi in controfacciata, dove sono stati collocati dopo essere stati staccati dall'arco santo. Vi sono inoltre le tele della via Crucis, opera di Antonio Longo del 1828, e diverse pale realizzate da Jacopo da Bassano e Francesco Bassano il Vecchio: predicazione e decapitazione di Giovanni Battista, incontro alla Porta d'Oro, sposalizio mistico di santa Caterina, martirio di santa Caterina, sant'Antonio abate, san Girolamo e sant'Agostino.
Le vetrate sono tra le più antiche della diocesi, e raffigurano: a sinistra nell'abside: inserto con Maria Regina e il Bambino, e teste d'angelo; a destra nell'abside: sette verghe, leoni clesiani, galero, stemma del principato vescovile e un testo in tedesco che ricorda l'elezione del Clesio a cardinale; nel presbiterio: ancora Maria Regina con il Bambino, il committente, le stilizzazioni dell'Annunciazione e della Natività e lo stemma dei Thun; nelle tre finestre in navata: vari blasoni colorati. In chiesa sono infine murate alcune pietre tombali: in navata, sotto alla cantoria, si trovano i cenotafi di Baldessare Roccabruna con sua moglie Caterina da Caldes (fatto erigere nel 1564 da Gerolamo e Jacopo Roccabruna, gli stessi che ricostruirono castel Roccabruna a Fornace), di Simone Guarienti da Rallo con sua moglie Beatrice da Caldes, e del capitano Gerolamo Guarienti, signore di Seregnano e Malosco.